# Gracie Allen
Grace Ethel Cecile Rosalie "Gracie" Allen, född 26 juli 1895 (alternativt något eller några år senare) i San Francisco, Kalifornien, död 27 augusti 1964 i Hollywood, Los Angeles, Kalifornien, var en amerikansk komedienne och skådespelare.

## Biografi
Allens föräldrar var varietéartister och Grace Allen började själv uppträda redan som barn. 1922 träffade hon George Burns och de bildade komikerparer Burns & Allen, som blev enormt populära i varietéer, radio, film och så småningom TV.
George Burns och Gracie Allen gifte sig 1926 och förblev gifta fram till hennes död 1964. Äktenskapet var barnlöst.

### Mysteriet med födelseår
Olika källor har angett olika födelseår för Gracie Allen. Hon tros vara född den 26 juli, antingen 1895, 1896, 1902 eller 1906. 

## Filmografi i urval
- 1933 – International House
- 1934 – Äventyr på bröllopsresan
- 1934 – Äventyrens ö
- 1937 – En flicka i knipa
- 1950–1958 – The George Burns and Gracie Allen Show (TV-serie) (291 avsnitt)
- 1944 – Tre hjärtan i otakt